# Philip Miller
Philip Miller (Londra, 1691 – Londra, 18 dicembre 1771) è stato un botanico inglese di origini scozzesi.

## Biografia
Dal 1721 fino alla sua morte è stato il botanico a capo dei  giardinieri del giardino botanico di Chelsea (Chelsea Physic Garden). Fece di questo luogo uno dei più ricchi tesori di piante rare esotiche acclimatate in Europa. 
Si sposò con Mary Kennet, dalla quale ebbe due figli: Charles e Philip.
Miller rifiutò innanzitutto la nomenclatura binomiale di Carl von Linné (1707-1778) e preferì basarsi sulle classificazioni di Joseph Pitton de Tournefort (1656-1708) e di John Ray (1627-1705). Fu soltanto in occasione della ottava edizione del suo Dictionnaire, nel 1768, che adottò la classificazione linneana.
Ciò nondimeno, certi generi che descrisse nella sua quarta edizione sono considerati validi. 
Intrattenne un'importante corrispondenza con altri botanici e ottenne numerosi campioni da tutto il mondo, specie che coltivò in Gran Bretagna. 
Trasmise le sue conoscenze a  William Aiton, che diventerà  il capo giardiniere dei Royal Botanic Gardens di Kew e a  William Forsyth.
Si deve a Miller l'inizio della coltivazione del cotone nell'allora nuova colonia britannica della Georgia: vi piantò i primi semi nel 1733. 
I suoi libri furono spesso tradotti e utilizzati come nel Traité des arbres résineux conifères (Trattato degli alberi resiniferi coniferi) (pubblicato da J. Collignon 1768), che riporta  estratti del suo Gardeners dictionary accanto a testi di Johann Louis Baptist Tschudi (1734-1784).

## Opere

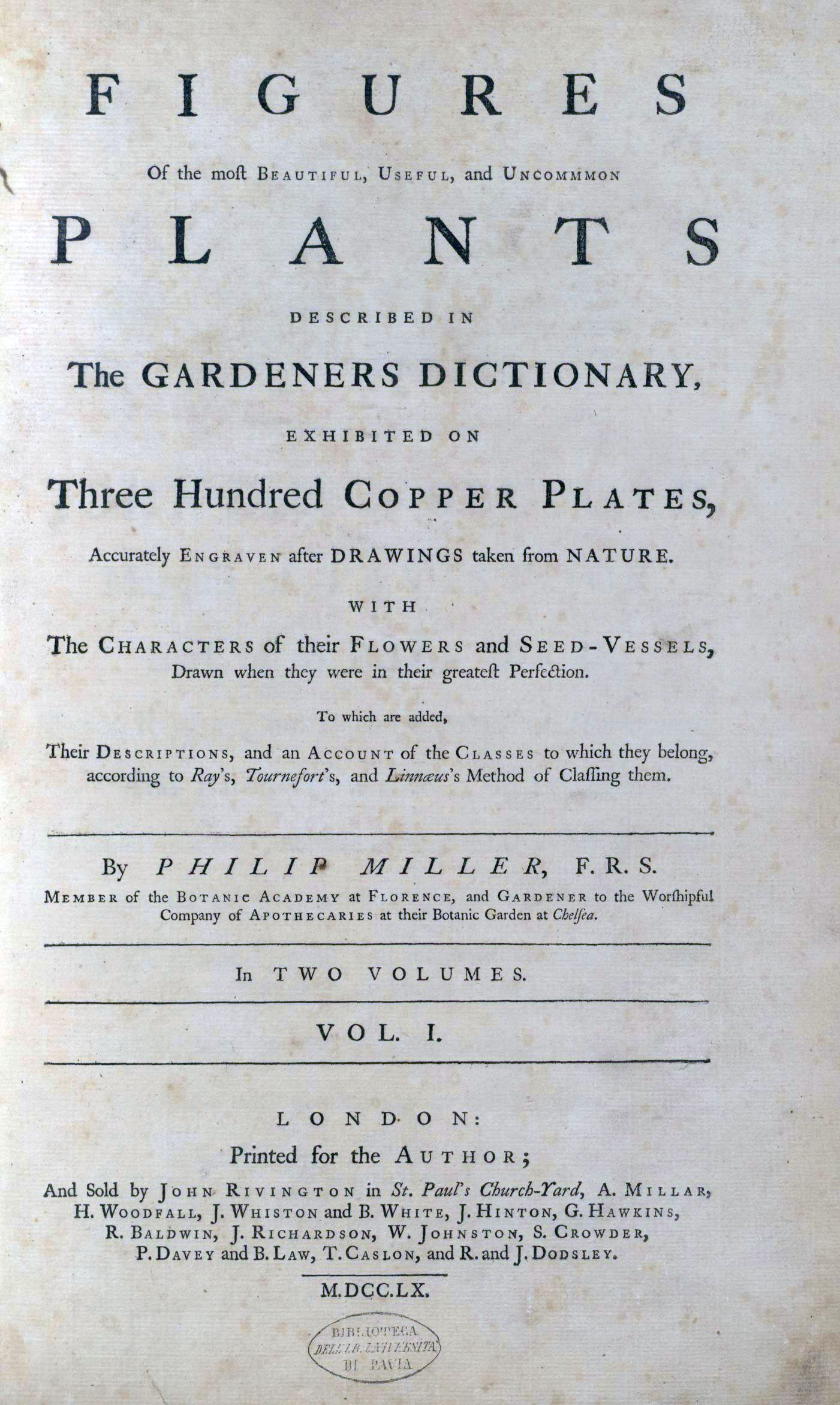
Figures of the most beautiful, useful, und uncommon plants described in the Gardeners dictionary, 1760

- The Gardeners and florists dictionary, or a Complete system of horticulture (due volumi, C. Rivington, Londra, 1724);
- Catalogus plantarum, tum exoticarum tum domesticarum, quae in hortis haud procul a Londino sitis in venditionem propagantur (Londra, 1730);
- The Gardeners dictionary, containing the methods of cultivating and improving the kitchen, fruit and flower garden, as also the physick garden, wilderness, conservatory and vineyard;
- The Gardeners kalendar, directing what works are necessary to be done every month in the kitchen, fruit and pleasure gardens and in the conservatory, with an account of the particular seasons for the propagation and use of all sorts of esculent plants and fruits proper for the table and of all sorts of flowers, plants and trees that flower in every month (C. Rivington, Londra, 1732, riedito nel 1748, 1754, 1762, quinta edizione nel 1769);
- The Method of cultivating madder, as it is now practised by the Dutch in Zealand... to which is added the method of cultivating madder in England (J. Rivington, Londra, 1758).
- (EN) Figures of the most beautiful, useful, und uncommon plants described in the Gardeners dictionary, vol. 1, London, John Rivington, 1760.
- (EN) Figures of the most beautiful, useful, und uncommon plants described in the Gardeners dictionary, vol. 2, London, John Rivington, 1760.